# Frederico Maurício Casimiro de La Tour de Auvérnia
Frederico Maurício Casimiro de La Tour de Auvérnia (em francês:  Frédéric-Maurice-Casimir de La Tour d’Auvergne; 24 de outubro de 1702 – 1 de outubro de 1723) intitulado  Príncipe de Turenne, era segundo filho varão de Emanuel Teodósio de La Tour de Auvérnia, Duque de Bulhão (1668–1730).
Morreu aos 20 anos de idade, tendo sido genro, por um breve período, de Jaime Luís Sobieski.

## Biografia
Frederico Maurício Casimiro nasceu do casamento de Emanuel Teodósio de La Tour de Auvérnia (1668–1730) com a sua primeira mulher, Maria Armanda de La Trémoille.  O seu pai era o Duque de Bulhão, um pequeno estado soberano localizado na atual Bélgica. Frederico Maurício Casimiro foi o segundo filho varão, só se tornando herdeiro do ducado quando o seu irmão mais velho (Godofredo Maurício) morreu, em 1705, com 3 anos de idade.
Na qualidade de herdeiro aparente, passou a usar o título de Príncipe de Turenne. Ficou noivo de Maria Carolina Sobieska, filha de Jaime Luís Sobieski, irmã de Maria Clementina Sobieska, e neta de do rei polaco João III Sobieski. O casamento realizou-se por procuração, a 25 de agosto de 1723 em Neuss, na Silésia.
Casou-se presencialmente, em Estrasburgo a 20 de setembro, falecendo quando empreendia a viagem de regresso. Foi sepultado em Münster. A sua mulher, apenas dois meses depois, voltou a casar com o cunhado, Carlos Godofredo de La Tour de Auvérnia, que, devido à morte de Frederico Maurício Casimiro, se tornou Príncipe de Turenne.

## Títulos e tratamentos
- 24 de outubro de 1702 – 9 de janeiro de 1705 Sua Alteza o Príncipe de Bulhão
- 9 de janeiro de 1705 – 1 de outubro de 1723 Sua Alteza o Príncipe de Turenne